# 1830 en musique
| \| • Retour à la chronologie générale de la musique populaire • \| |
| XXIe siècle • XXe siècle • XIXe siècle • XVIIIe siècle XVIIe siècle • XVIe siècle • XVe siècle • XIVe siècle XIIIe siècle • XIIe siècle • XIe siècle • Xe siècle IXe siècle • VIIIe siècle • Haut Moyen Âge • Rome • Grèce |
| • Retour à la chronologie générale de la musique populaire • |

| • Retour à la chronologie générale de la musique populaire • |

| Années de la musique populaire : 1827 - 1828 - 1829 - 1830 - 1831 - 1832 - 1833    |
| Décennies de la musique populaire : 1800 - 1810 - 1820 - 1830 - 1840 - 1850 - 1860 |

## Événements et œuvres
- 24 mai : publication aux États-Unis de la comptine Mary Had a Little Lamb par la firme bostonnienne Marsh, Capen & Lyon, paroles de Sarah Josepha Hale.
- Chanson La Parisienne, paroles de Casimir Delavigne, en hommage à la Révolution de juillet 1830 en France.
- Première version de La Brabançonne, qui deviendra l'hymne national de la Belgique.
- Promenade à tous les bals publics de Paris, barrières et guinguettes de cette capitale, ou revue historique et descriptive de ces lieux par M. R***, habitué de toutes les sociétés dansantes de Paris et des barrières, Paris, Terry jeune, 285 p.[1].
- Roland Bauchery, Chansons inédites, Paris, chez les marchands de nouveautés, 71 p.[2].

- Date précise inconnue :
  - Au début des années 1830 : la préfecture de police recense à Paris pour la musique de rue 271 musiciens ambulants, 220 « saltimbanques », 106 joueurs d'orgue de barbarie et 135 chanteurs[3].
  - Vers 1830 : Jens Christian Djurhuus, Ormurin langi, chanson en féroïen.

## Naissances
- Date précise inconnue :
  - Robert Dwyer Joyce, poète irlandais, collecteur de musique irlandaise, mort en 1883.

## Décès
- Date précise inconnue :
  - vers 1830 : Tío Luis el de la Juliana, l'un des plus anciens cantaors (chanteurs) de flamenco, créateur de la toná, né au XVIIIe siècle.